# Heinz Drache (Schauspieler)

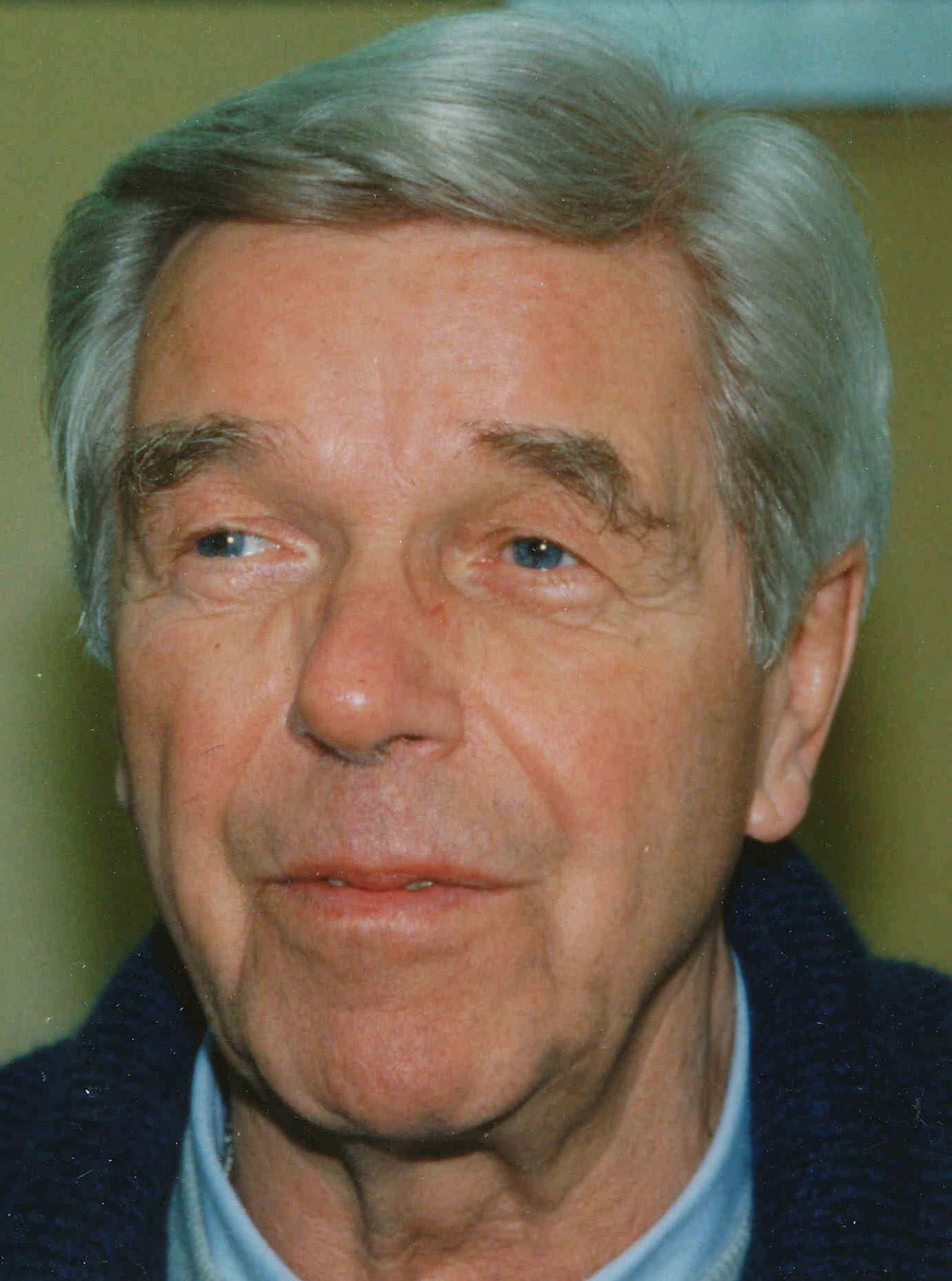
Heinz Drache

Heinz Drache (* 9. Februar 1923 in Essen; † 3. April 2002 in Berlin) war ein deutscher Schauspieler, Hörspiel- und Synchronsprecher. In den 1960er-Jahren wurde er durch seine Rollen in Kriminalfilmen nach Vorlagen von Edgar Wallace und Francis Durbridge berühmt, in denen er oft die Rolle des Ermittlers übernahm.

## Leben
Heinz Drache machte sein Abitur am Alfred-Krupp-Gymnasium in Essen-Holsterhausen. Seine Schauspielkarriere begann er am Theater. Er spielte in Nürnberg, Düsseldorf und Berlin. In Berlin lernte er auch Gustaf Gründgens kennen. Dieser holte ihn später nach Düsseldorf, wo Drache für eine Rolle in Friedrich von Schillers Die Räuber und in dem 1947 uraufgeführten Stück Der Schatten verpflichtet wurde. Zu seinen Kollegen zählten unter anderem Käthe Gold, Marianne Hoppe, Gustav Knuth und Elisabeth Flickenschildt.

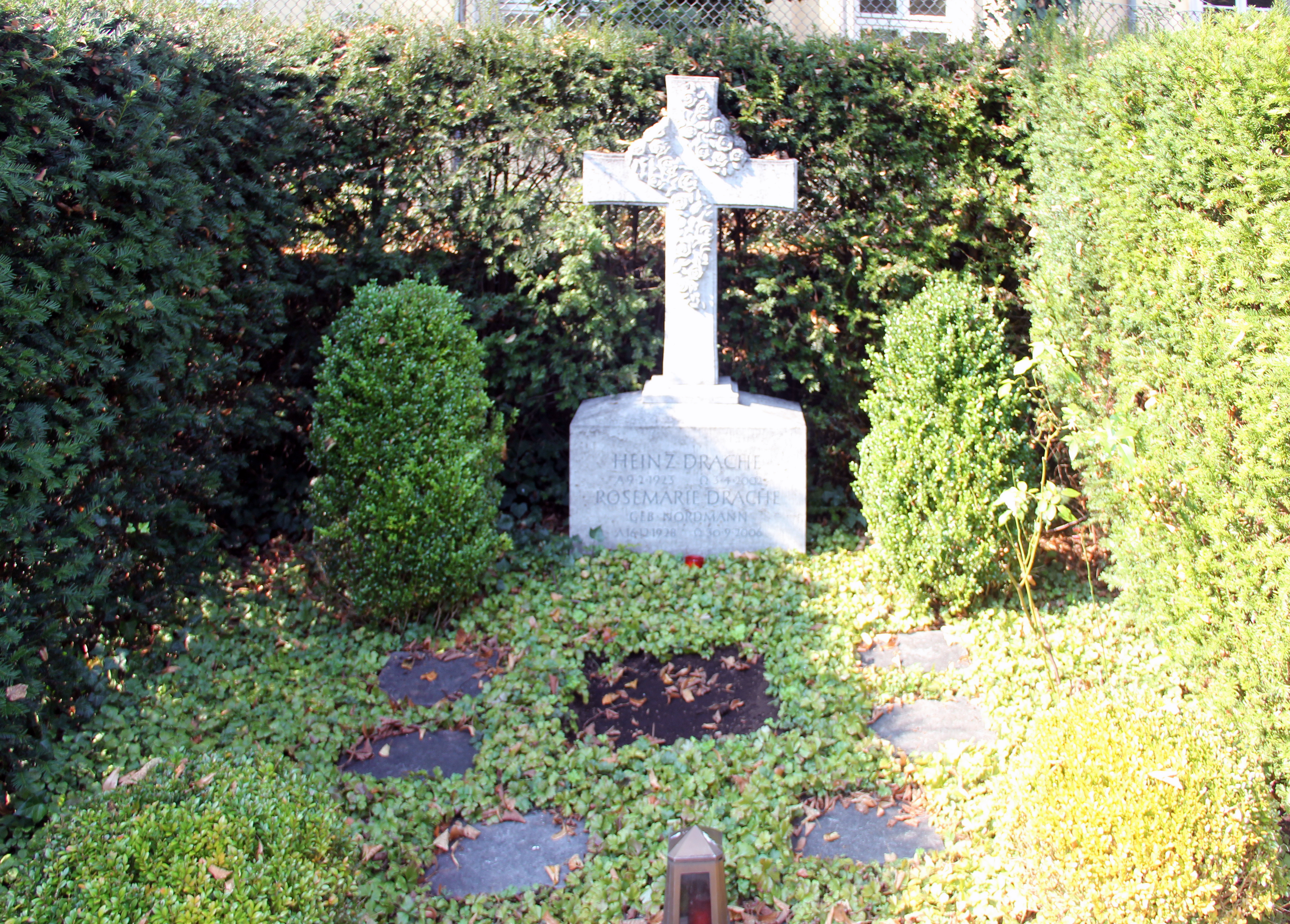
Grabstätte, Königin-Luise-Straße 57, in Berlin-Dahlem

Bereits in den 1950er-Jahren war Drache in zahlreichen Fernsehfilmen in Hauptrollen zu sehen. Berühmtheit erlangte er in den 1960er-Jahren in den Kriminalfilmen nach Edgar Wallace und Francis Durbridge. 1962 spielte er neben Albert Lieven in dem sechsteiligen „Straßenfeger“ Das Halstuch den Kriminalinspektor Harry Yates aus Littleshaw. Dies war zwar sein einziger Durbridge-Film, zugleich jedoch der erfolgreichste Fernseh-Mehrteiler aus Durbridges Feder. Aufgrund seiner Popularität erhielt Drache 1962 bei der Leserwahl der Jugendzeitschrift BRAVO den Goldenen Bravo Otto als beliebtester TV-Star. Von 1985 bis 1989 ermittelte er auch als Kommissar Bülow für den Tatort. „Don Flanello“, so Draches Spitzname wegen seiner Vorliebe für Maßanzüge, stand insgesamt für sechs Tatort-Folgen in Berlin vor der Kamera.
Seit 1946 war er umfangreich als Hörspielsprecher im Einsatz, vorwiegend beim NWDR Köln und dem daraus entstandenen WDR. Er gehörte in den meisten Produktionen zu den Hauptdarstellern, so 1951 neben Edith Teichmann und Max Eckard in Das kurze glückliche Leben des Francis Macomber nach Ernest Hemingway oder 1971 in Der Untertan als Diederich Heßling, mit u. a. Heiner Schmidt, Walter Andreas Schwarz, Heinz von Cleve und Irmgard Först als Partner.
Daneben arbeitete Drache auch in ausgewählten Parts als Synchronsprecher. Dabei lieh er ansonsten von anderen synchronisierten Hollywood-Größen wie Kirk Douglas, Glenn Ford, Frank Sinatra, Patrick McGoohan, Sean Connery oder Richard Widmark seine Stimme. Die wohl bekanntesten Synchronarbeiten von Heinz Drache sind die deutschen Fassungen von Apocalypse Now (Robert Duvall) und die Neusynchronisation von Der dritte Mann (Trevor Howard).
In seiner letzten Rolle stand er für die erste Folge der ARD-Serie Adelsromanzen vor der Kamera.
Heinz Drache war seit 1957 mit Rosemarie Eveline Nordmann (1928–2006) verheiratet. Der Ehe entstammen drei Kinder. Aus einer früheren Beziehung zu der Schauspielerin Edith Teichmann (1921–2018) stammt die 1948 geborene Tochter Angelika.
Er starb nach einer mehrmonatigen Erkrankung an Lungenkrebs in einem Berliner Krankenhaus. Sein Grab befindet sich auf dem Friedhof Dahlem im Feld 1.

## Filmografie

### Kinofilme
- 1953: Einmal kehr’ ich wieder
- 1954: Bei Dir war es immer so schön
- 1956: Spion für Deutschland
- 1957: Kein Auskommen mit dem Einkommen!
- 1958: Gefährdete Mädchen
- 1958: Madeleine Tel. 13 62 11
- 1958: Die Straße
- 1959: Der Rest ist Schweigen
- 1960: Die Frau am dunklen Fenster
- 1960: Mit 17 weint man nicht
- 1960: Der Rächer
- 1962: Die Tür mit den sieben Schlössern
- 1962: Nur tote Zeugen schweigen
- 1963: Der schwarze Panther von Ratana
- 1963: Der Zinker
- 1963: Das indische Tuch
- 1964: Das Wirtshaus von Dartmoor
- 1964: Ein Sarg aus Hongkong
- 1964: Der Hexer
- 1965: Sanders und das Schiff des Todes
- 1965: Sandy the Seal
- 1965: Schüsse im 3/4 Takt
- 1965: Neues vom Hexer
- 1966: Zeugin aus der Hölle
- 1966: Das Rätsel des silbernen Dreieck
- 1966: Die 13 Sklavinnen des Dr. Fu Man Chu
- 1967: Die 7 Masken des Judoka
- 1968: Der Hund von Blackwood Castle

### Fernsehfilme
- 1955: Die letzte Nacht der Titanic
- 1955: Heimkehr des Helden
- 1955: Der öffentliche Ankläger
- 1955: Begegnung im Balkan-Express
- 1956: Der Weg ist dunkel
- 1957: Minna von Barnhelm
- 1958: Was ihr wollt
- 1958: Der Tod auf dem Rummelplatz
- 1958: Die Beklagte
- 1959: Bei Anruf Mord
- 1961: Unerwartet verschied…
- 1961: Unseliger Sommer
- 1961: Ein Mädchen vom Lande
- 1964: Die erste Legion
- 1967: Entscheidung
- 1968: Der Snob
- 1975: Flirt von gestern
- 1981: Schöne Geschichten
- 1987: Höchste Eisenbahn

### Fernsehserien
- 1954–1955: Im sechsten Stock
- 1959: Im sechsten Stock
- 1962: Das Halstuch (6 Folgen)
- 1966: Intercontinental Express (Folge Der Kronzeuge)
- 1977: Der Alte (Folge Verena und Anabelle)
- 1979: Derrick (Folge Das dritte Opfer)
- 1985–1989: Tatort (6 Folgen)
- 1999: Sturmzeit
- 2000: SOKO 5113
- 2002: Adelsromanzen

## Synchronrollen (Auswahl)
Dan Dailey

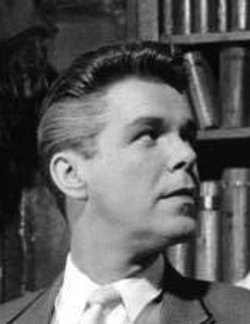
Heinz Drache 1957

- 1955: als Douglas Hallerton in Vorwiegend heiter
- 1956: als Chuck Rodwell in Viva Las Vegas
- 1957: als Carson in Dem Adler gleich

Kirk Douglas
- 1961: als Maj. Steve Garrett in Stadt ohne Mitleid
- 1963: als George Brougham / Vikar Atlee / Mr. Pythian / Arthur Henderson in Die Totenliste
- 1963: als Donald Kenneth „Deke“ Gentry in Der Fuchs geht in die Falle

Charlton Heston
- 1976: als Sam Burgade in Der Letzte der harten Männer
- 1986: als Jason Colby in Der Denver-Clan
- 1987: als Jason Colby in Die Colbys – Das Imperium

Christopher Lee
- 1956: als Gil Rossi in Jenseits Mombasa
- 1970: als Lord George Jeffreys in Der Hexentöter von Blackmoor

Fred MacMurray
- 1954: als Sid in Die Welt gehört der Frau
- 1955: als Tom Ransome in Der große Regen
- 1959: als Jim Larsen / Ray Kincaid in Auf heißer Fährte

Patrick McGoohan
- 1960–1961: als John Drake in Geheimauftrag für John Drake
- 1962: als Johnny Cousin in Die heiße Nacht
- 1962: als Dr. James Brown in Brennende Schuld [2. Synchro]
- 1974: als Col. Lyle C. Rumford in Columbo: Des Teufels Corporal [Synchro 1992]
- 1975: als Nelson Brenner in Columbo: Tod am Strand [Synchro 1992]

Cameron Mitchell
- 1955: als Mickey Higgins in Unvollendete Liebe
- 1955: als Johnny in Tyrannische Liebe

Frank Sinatra
- 1958: als Dave Hirsh in Verdammt sind sie alle
- 1960: als François Durnais in Can-Can
- 1965: als Colonel Joseph L. Ryan in Colonel von Ryans Express

Richard Widmark
- 1953: als Sergeant Ryan in Sprung auf, marsch, marsch!
- 1955: als Dr. Stewart „Mac“ McIver in Die Verlorenen
- 1957: als König Karl VII. in Die heilige Johanna
- 1958: als August „Augie“ Poole in Babys auf Bestellung
- 1958: als Clint Hollister in Der Schatz der Gehenkten
- 1962: als Mike King in Das war der Wilde Westen

### Filme
- 1934: Donald Cook als Don Felipe in Schrei der Gehetzten [Synchro 1957]
- 1942: Gary Cooper als Lou Gehrig in Der große Wurf [Synchro 1975]
- 1945: Hurd Hatfield als Dorian Gray in Das Bildnis des Dorian Gray
- 1948: Claudio Gora als M. Crescenzi in Die Kartause von Parma
- 1949: Trevor Howard als Major Calloway in Der dritte Mann [2. Synchro (1963)]
- 1950: Jacques Castelot als Gilbert de Montesson, Nr. 1 in Schwurgericht
- 1954: Ian Carmichael als Capt. Jackie Lawson in Verraten
- 1954: Warren Stevens als Kirk Edwards in Die barfüßige Gräfin
- 1955: Cornel Wilde als Maj. John Boulton in Der scharlachrote Rock
- 1955: Glenn Ford als Richard Dadier in Die Saat der Gewalt
- 1955: Edmund Purdom als Michael Dermott in Des Königs Dieb
- 1955: Mel Ferrer als Alfred in Fledermaus 1955
- 1958: Jean Danet als Marquis des Grieux in Das Spiel war sein Fluch
- 1958: John Ireland als Louis Canetto in Das Mädchen aus der Unterwelt
- 1959: Alan Ladd als John Hamilton in Das tödliche Netz
- 1959: Ray Danton als Stanley Hess in Die Haltlosen
- 1960: Gene Kelly als E. K. Hornbeck in Wer den Wind sät
- 1960: Richard Burton als Zeb Kennedy in Titanen
- 1960: Laurence Harvey als Weston Liggett in Telefon Butterfield 8
- 1960: Ferdy Mayne als Oliver Costello in Das Spinngewebe
- 1961: Eli Wallach als Guido in Misfits – Nicht gesellschaftsfähig
- 1961: Laurence Harvey als Paul Lathrope in Der Fehltritt
- 1962: Jerry Stovin als Col. Emmet in Wir alle sind verdammt
- 1963: Philippe Lemaire als Enrico Pranzetti in Zum Nachtisch blaue Bohnen
- 1963: Michel Piccoli als Paul Javal in Die Verachtung
- 1964: Shelley Berman als Sheldon Bascomb in Der Kandidat
- 1964: Sean Connery als Mark Rutland in Marnie
- 1965: Harry Andrews als Donato Bramante in Michelangelo – Inferno und Ekstase
- 1965: Martin Landau als Kaiphas in Die größte Geschichte aller Zeiten
- 1965: Harve Presnell als Sol Rogers in Die glorreichen Reiter
- 1966: Claudio Brook als Peter Cunningham in Drei Bruchpiloten in Paris
- 1970: Herbert Lom als Henry Wotton in Das Bildnis des Dorian Gray
- 1973: Paul Scofield als Sergei Zhakarov in Scorpio, der Killer
- 1975: Tomás Milián als Sakura in Stetson – Drei Halunken erster Klasse
- 1976: William Holden als Polizeichef Manfred Schreiber in Die 21 Stunden von München
- 1979: Robert Duvall als Lieutenant Colonel Bill Kilgore in Apocalypse Now
- 1983: Dennis Hopper als Dr. Richard Tremayne in Das Osterman Weekend

### Serien
- 1959: Dan O’Herlihy als Larry „Ace“ Banner in Die Unbestechlichen (Folge Der große Coup)
- 1966: Robert Lansing als Peter Murphy alias Mark Wainwright in Der Mann, den es nicht gibt [Synchro 1969]
- 1968: Gerald Mohr als Cato Troxell in Bonanza (Folge Das Foto-Alibi) [Synchro 1977]
- 1974: Robert Webber als Al Cooper in Die Straßen von San Francisco (eine Folge)
- 1976: Murray Hamilton als Sid Gossett in Reich und Arm (zwei Folgen)
- 1983: Edmund Pegge als Air Commodore Burne-Wilke in Der Feuersturm (eine Folge)

## Hörspiele

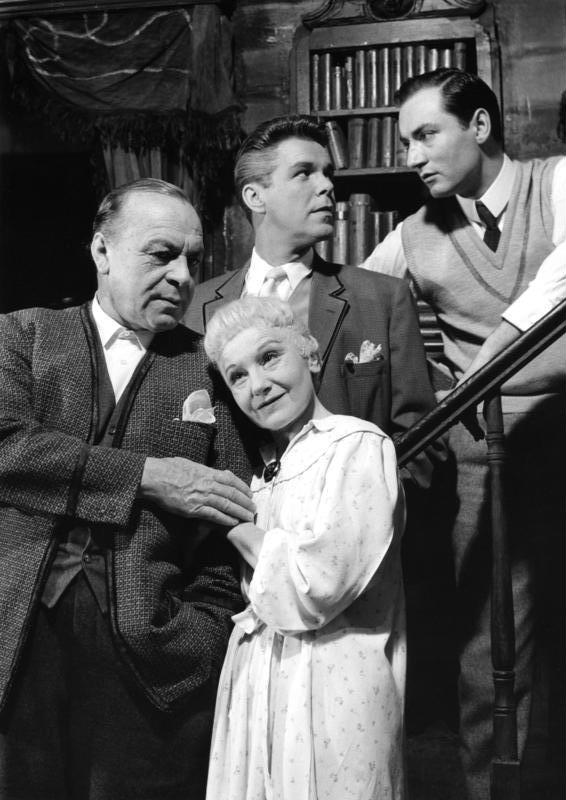
Heinz Drache (oben Mitte) 1957 bei einem Gastspiel des Düsseldorfer Schauspielhauses in den Kammerspielen Bad Godesberg in dem Stück Eines langen Tages Reise in die Nacht von Eugene O’Neill an der Seite von Martin Benrath (rechts) sowie (von links) Paul Hartmann und Elisabeth Bergner.

- 1946: Nun singen sie wieder (nach Max Frisch) – Regie: Theodor Mühlen
- 1946: Die guten Feinde – Regie: Theodor Mühlen
- 1948: Das Geheimnis des Pater Brown; 3. Folge: Das Lied an die fliegenden Fische – Regie: Eduard Hermann
- 1948: Die Orgel darf nicht schweigen – Autor und Regie: Wilhelm Semmelroth
- 1949: Ballade vom Eulenspiegel, vom Federle und von der dicken Pompanne – Regie: Wilhelm Semmelroth
- 1949: Faust II (nach Johann Wolfgang von Goethe) – Regie: Ludwig Berger
- 1949: Weh’ dem, der lügt (nach Franz Grillparzer) – Regie: Wilhelm Semmelroth
- 1950: Alle meine Söhne (nach Arthur Miller) – Regie: Wilhelm Semmelroth
- 1950: Madeleine 5 – Regie: Raoul Wolfgang Schnell
- 1950: Der Familientag – Regie: Wilhelm Semmelroth
- 1951: Venus im Licht – Regie: Wilhelm Semmelroth
- 1951: Der Bote – Regie: Ludwig Cremer
- 1951: Major Barbara (nach George Bernard Shaw) – Regie: Edward Rothe
- 1951: Das kurze glückliche Leben des Francis Macomber (nach Ernest Hemingway) – Regie: Ludwig Cremer
- 1951: Ein kleines Lied – Regie: Wilhelm Semmelroth
- 1951: Der heilige Schustergeselle – Regie: Wilhelm Semmelroth
- 1952: Albert und Angelika – Regie: Wilhelm Semmelroth
- 1952: Faust (nach Johann Wolfgang von Goethe) – Regie: Wilhelm Semmelroth
- 1952: Erasmus im stillen Winkel – Regie: Wilhelm Semmelroth
- 1952: Nebeneinander – Regie: Wilhelm Semmelroth
- 1952: Kampf gegen den Tod; 1. Folge: Das göttliche Erbe – Regie: Ludwig Cremer
- 1952: Der Brückenbauer – Regie: Eduard Hermann
- 1952: Das letzte Gepäck – Regie: Raoul Wolfgang Schnell
- 1952: Kampf gegen den Tod; 2. Folge: Engel mit den schwarzen Schwingen – Regie: Ludwig Cremer
- 1952: Achtung, Selbstschuß! – Regie: Raoul Wolfgang Schnell
- 1952: Das Thüringer Spiel von den zehn Jungfrauen – Regie: Wilhelm Semmelroth
- 1952: Der Biberpelz (nach Gerhart Hauptmann) – Regie: Wilhelm Semmelroth
- 1952: Flandrischer Herbst – Regie: Ludwig Cremer
- 1952: Der Besuch des Fremden – Regie: Wilhelm Semmelroth
- 1952: Unsere Straße – Regie: Ulrich Erfurth
- 1953: Die Straße nach Cavarcere – Regie: Edward Rothe
- 1953: Lorenzaccio – Regie: Wilhelm Semmelroth
- 1953: Das einsame Haus – Regie: Franz Zimmermann
- 1953: Clarius findet einen Stern – Regie: Werner Honig
- 1953: Die Entscheidung fiel um 10.30 Uhr – Regie: Hermann Pfeiffer
- 1953: Man springt doch nicht vom Eiffelturm – Regie: Hermann Pfeiffer
- 1953: Der Hammer – Regie: Wilhelm Semmelroth
- 1953: Der Menschenfeind (nach Molière) – Regie: Wilhelm Semmelroth
- 1953: Ich kannte die Stimme – Regie: Franz Zimmermann
- 1953: Minna von Barnhelm (nach Gotthold Ephraim Lessing) – Regie: Lothar Müthel
- 1953: Kampf gegen den Tod; 8. Folge: Der unvergängliche Zweikampf, 2. Teil – Regie: Wilhelm Semmelroth
- 1953: Heimkehr – Regie: Erwin Piscator
- 1953: Die Sündflut – Regie: Ludwig Cremer
- 1953: Goethe schreibt ein Hörspiel – Regie: Wilhelm Semmelroth
- 1953: Der Tod des Sokrates – Regie: Wilhelm Semmelroth
- 1953: Roter Mohn – Regie: Franz Zimmermann
- 1953: Jan der Träumer – Regie: Raoul Wolfgang Schnell
- 1954: Eine Dummheit macht auch der Gescheiteste – Regie: Walter Knaus
- 1954: Familie Professor Linden – Regie: Ludwig Cremer
- 1954: Ströme sterben nicht – Regie: Wilhelm Semmelroth
- 1955: Prozeßakte Vampir (5 Teile) – Regie: Hans Gertberg
- 1955: Eine Gondel in Paris – Regie: Hanns Korngiebel
- 1956: Die Krähenkolonie – Regie: Erich Köhler
- 1956: Wo ist „Mister Milburry“ (7 Teile) – Regie: Hans Bernd Müller
- 1957: Ein besserer Herr – Regie: Wilhelm Semmelroth
- 1957: Die Kurve – Regie: Ludwig Cremer
- 1957: Die Rechnung ohne den Wirt – Regie: Edward Rothe
- 1957: Volpone – Regie: Helmut Brennicke
- 1957: Inspektor Hornleigh auf der Spur (1) – Regie: Hermann Pfeiffer
- 1957: Das Band (nach August Strindberg) – Regie: Gerhard F. Hering
- 1957: Doktor Semmelweis – Regie: Oswald Döpke
- 1957: Blick zurück im Zorn – Regie: Ludwig Cremer
- 1957: Das Tor der Tränen – Regie: Günter Bommert
- 1957: Schirmers Erbschaft (nach Eric Ambler) – Regie: Cläre Schimmel
- 1958: Das flämische Freiheitslied. Die Geschichte Till Eulenspiegels und Lamme Goedzaks – Regie: Ludwig Cremer
- 1958: Die Vögel – Regie: Carl Nagel
- 1958: Stimmen im Eis – Regie: Günter BBommert
- 1958: Geschichten vom Kater Musch: Der unbekannte Besucher (von Ellis Kaut) – Regie: Fritz Peter Vary
- 1958: König Lear (nach William Shakespeare) – Regie: Wilhelm Semmelroth
- 1958: Sein erster Prozeß – Regie: Cläre Schimmel
- 1958: Kriselei – Regie: Edward Rothe
- 1958: Friede für einen Abend? – Regie: Curt Goetz-Pflug
- 1959: Frontbericht – Regie: Heinz von Cramer
- 1959: Amphitryon – Regie: Ulrich Lauterbach
- 1959: Beckett – Sudermann – Osborne – Regie: Oswald Döpke
- 1959: Eduard und Caroline – Regie: Raoul Wolfgang Schnell
- 1959: Das befohlene Konzert – Regie: Günter Bommert
- 1959: Richard Wagner – E. M. Remarque – Bert Brecht – Regie: Oswald Döpke
- 1959: Horatio Hornblower's Abenteuer, Taten und Leiden – Regie: Rolf von Goth und Erich Köhler
- 1960: Die Höhle des Philosophen – Regie: Oswald Döpke
- 1960: Das Buch und der Pfiff – Regie: Gustav Burmester
- 1960: Arbeitsgruppe: Der Mensch – Regie: Oswald Döpke
- 1961: Das Tagebuch eines Verführers – Regie: Ulrich Lauterbach
- 1961: Bericht von Apfelbäumen / Bericht über Apfelbäume – Regie: Gustav Burmester
- 1961: Mein Sohn, der Herr Minister – Regie: Erich Köhler
- 1962: Nadel und Kamm oder: Das Öl von Buraimi – Regie: Horst Loebe
- 1962: Die roten Pfeile – Regie: Horst Loebe
- 1963: Treffpunkt Vergangenheit – Regie: Ulrich Gerhardt
- 1963: Besichtigung einer Stadt – Regie: Miklós Konkoly
- 1963: Probe in Wahrheit – Regie: Oswald Döpke
- 1963: Der Sprachkursus – Regie: Oswald Döpke
- 1963: Alarm – Regie: Wolfgang Spier
- 1963: Offene Türen – Regie: Erich Köhler
- 1965: Mann gegen Mann – Regie: Oswald Döpke
- 1967: Starallüren – Regie: Heinz Hostnig
- 1968: Allmähliche Verfertigung einer Rede wie im Halbschlaf – Regie: Oswald Döpke
- 1968: Die Toten von Spoon River – Regie: Wolfgang Schenck
- 1969: Der Hirschkäfer – Regie: Fritz Schröder-Jahn
- 1970: Autorengespräch – Regie: Otto Düben
- 1971: Entführungen – Regie: Oswald Döpke
- 1971: Vorstellungen während der Frühstückspause – Regie: Wolfram Rosemann
- 1971: Der Untertan (Sechsteiler nach Heinrich Mann) – Regie: Ludwig Cremer
- 1971: Crescendo des Grauens – Regie: Raoul Wolfgang Schnell
- 1972: Der Teufel, der heißt Jaromir – Regie: Oswald Döpke